# George Welshman Owens
George Welshman Owens (* 29. August 1786 in Savannah, Georgia; † 2. März 1856 ebenda) war ein US-amerikanischer Politiker. Zwischen 1835 und 1839 vertrat er den Bundesstaat Georgia im US-Repräsentantenhaus.

## Werdegang
George Owens besuchte die Schulen in Harrow (England) und studierte danach an der University of Cambridge. Nach einem anschließenden Jurastudium in London und seiner Zulassung als Rechtsanwalt begann er in Savannah in seinem neuen Beruf zu arbeiten. Gleichzeitig begann er in Georgia eine politische Laufbahn.
Owens wurde Mitglied der von Präsident Andrew Jackson gegründeten Demokratischen Partei. Von 1832 bis 1833 war er Bürgermeister von Savannah. Bei den staatsweit abgehaltenen Kongresswahlen des Jahres 1834 wurde er für das zweite Abgeordnetenmandat von Georgia in das US-Repräsentantenhaus in Washington, D.C. gewählt, wo er am 4. März 1835 die Nachfolge von Thomas Flournoy Foster antrat. Nach einer Wiederwahl konnte er bis zum 3. März 1839 zwei Legislaturperioden im Kongress absolvieren. Bis 1837 erlebte er dort die Endphase der Präsidentschaft von Andrew Jackson, dessen Politik innerhalb und außerhalb des Kongresses heftig umstritten war. Seit 1837 überschattete eine Wirtschaftskrise auch die Arbeit im US-Repräsentantenhaus.
Nach dem Ende seiner Zeit im Kongress arbeitete George Owens wieder als Anwalt. Er starb am 2. März 1856 in seiner Geburtsstadt Savannah.